# ALX3
El gen ALX3, también conocido como homeobox 3 similar a aristaless, es un gen codificante de proteínas que proporciona instrucciones para construir una proteína que es miembro de la familia de proteínas homeobox. Esta agrupación regula los patrones de desarrollo anatómico. El gen codifica una proteína nuclear que funciona como regulador de la transcripción implicado en la diferenciación y el desarrollo del tipo celular.
La proteína ALX3, codificada por el gen, es un factor de transcripción, es decir, se une al ADN y obtiene control sobre la acción de otros genes. La proteína ALX3 controla específicamente genes que regulan el crecimiento, la proliferación y la migración celular. Esta proteína es esencial para el desarrollo de la cabeza y la cara, específicamente de la nariz. Este evento comienza alrededor de la cuarta semana de desarrollo.
Se sabe que al menos 7 mutaciones en el gen ALX3 causan displasia frontonasal. Las mutaciones eliminan la función de la proteína ALX3, lo que reduce la capacidad de unirse al ADN. La pérdida de la función reguladora da como resultado una proliferación y migración celular incontrolada durante el desarrollo fetal. Una forma particular del trastorno, llamada displasia frontonasal tipo 1, se presenta con un desarrollo anormal de estructuras en la mitad de la cara. La malformación más común de este defecto es una hendidura en la nariz, el labio y el paladar.
ALX3 fue descubierto por primera vez por un grupo de científicos, dirigido por Hopi Hoekstra, un biólogo de la Universidad de Harvard, que investigó cómo se forman los patrones de rayas en los animales. Investigaron el Rhabdomys pumiliom, comúnmente conocido como ratón rayado africano debido a las rayas de colores alternados que se observan en su espalda. Uno de los miembros del equipo, Ricardo Mallarino, descubrió que las rayas se formaban durante la embriogénesis en los ratones. Los melanocitos, las células especializadas que producen los pigmentos en la piel, no estaban activos en las áreas donde se observaron las rayas más claras. Luego investigaron los genes activos en esas áreas mediante la secuenciación de ARN. Descubrieron que ALX3 se expresaba en las áreas de cabello claro pero no en las áreas de cabello oscuro. Descubrieron que todos los ratones expresaban el gen en su abdomen, pero sólo el ratón rayado africano lo expresaba en su espalda, de ahí que aparezcan las tiras. Luego se realizó la unión proteína-ADN para determinar dónde se une la proteína ALX3 en el ADN. ALX3 se une al promotor y reprime MITF, lo que permite que se produzca la transcripción al producir melanocitos. Se realizaron más pruebas para confirmar la función de ALX3 en los ratones rayados africanos. El gen se observó en otros roedores, como las ardillas listadas de América del Norte, y se consideró responsable de resultados similares. Las diferencias en la evolución entre las especies no obstaculizaron las similitudes en la expresión del gen. Esto llevó al equipo a creer que ALX3 podría tener el mismo efecto en los mamíferos. Sin embargo, se deben completar más estudios para confirmar que ALX3 es responsable de lo mismo en otros mamíferos.